# Desa Randusari (administrativ by i Indonesien, Jawa Tengah, lat -7,80, long 111,20)
Desa Randusari är en administrativ by i Indonesien.   Den ligger i provinsen Jawa Tengah, i den västra delen av landet, 500 km öster om huvudstaden Jakarta.